# Wadi as-Sir
Wadi as-Sir o Wadi al-Sir (Arabo: وادي السير, che significa "Valle del frutteto"), è il 14º distretto dei 27 distretti del Governatorato di Amman, dal nome di una regina preistorica che governava la zona, la regina Seer. Si compone di dieci quartieri, alcuni dei quali residenziali, altri commerciali o entrambi.

## Quartieri
Il distretto di Wadi as-Sir contiene dieci quartieri; Al-Rawabi, Swefieh, Jandaweel, Al-Rawnaq, Al-Sahl, Al-Diyar, Bayader, Al-Sina'a, Al-Kursi e ovest Umm Uthaina.

### Bayader Wadi as-Sir

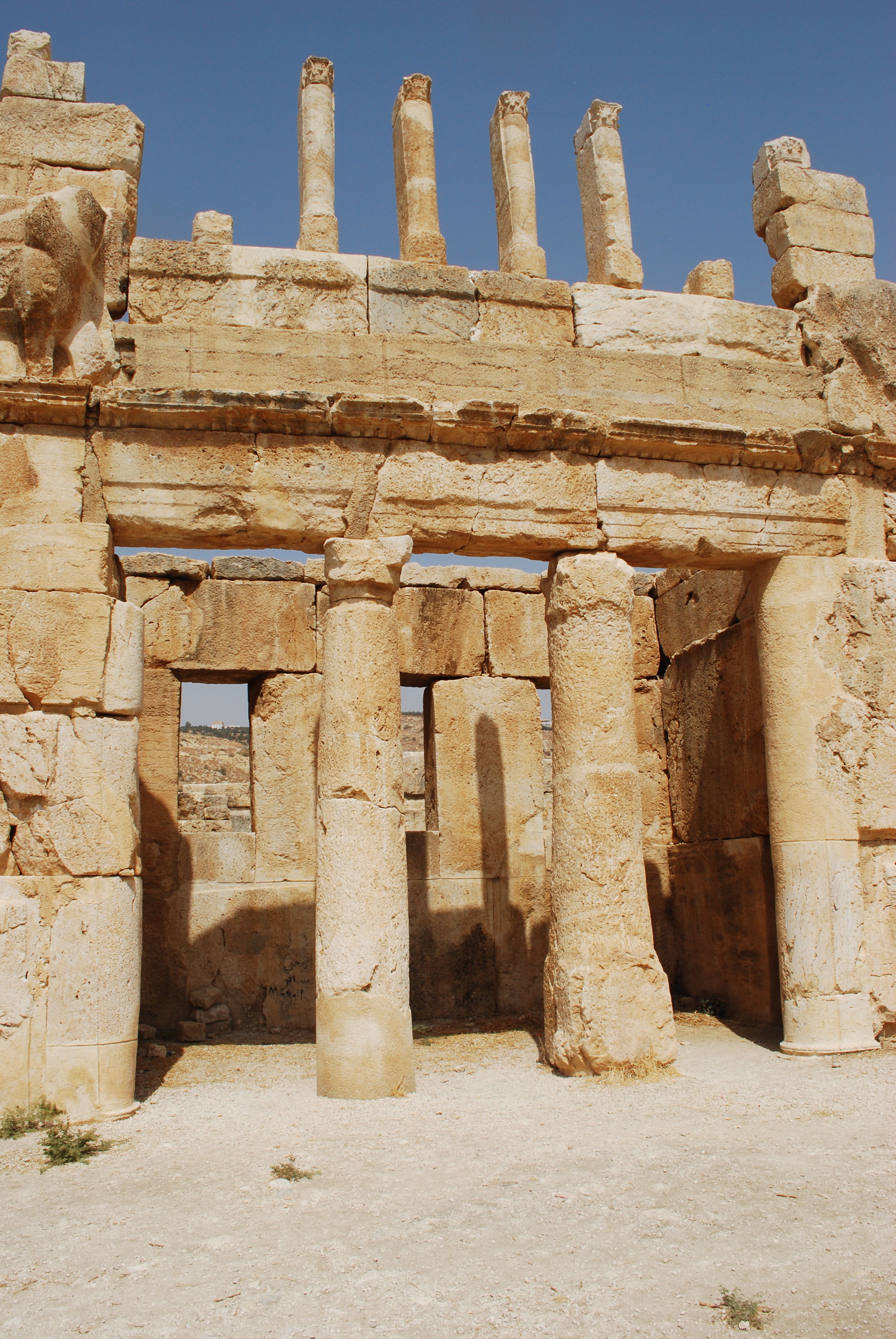
Il castello ellenistico di Qasr al-Abd

Il quartiere di Wadi as-Sir è una piccola città a basso reddito alla periferia del Comune di Amman. Contiene alcuni edifici ottomani del XX secolo. 10 chilometri al di fuori di Wadi as-Sir vi sono le rovine del castello di Qasr al-Abd e le relative grotte dell'Iraq al-Amir. La città di Wadi as-Sir contiene un famoso tribunale storico, un vecchio forte, un intero quartiere in stile ottomano in piedi su colline estremamente ripide che sono avvolte da strade strette europee.
L'area si trova all'estrema periferia della città e si affaccia su alcune delle montagne su cui è costruita la città.
Il nome del quartiere è un nome composto levantino arcaico, che si traduce approssimativamente in "Trebbia della valle dei frutteti".

### Sweifieh
Sweifieh, uno dei quartieri culturali più importanti della capitale Amman, si trova nel distretto di Wadi as-Sir. Il quartiere è sede di numerose industrie di intrattenimento, club e shopping del paese.
A Sweifieh ci sono molti posti per famiglie. I centri commerciali di Sweifieh sono di solito riempiti dalle famiglie durante i giorni e i pomeriggi, mentre gli stessi posti sono occupati da una folla più giovane durante la notte. Sweifieh ha anche un alto numero di rinomate scuole, come The English School, la British International Community School, la Modern American School, e la First Patriarch Diodoros School, e una Scuola greco-ortodossa.
Sweifieh ospita il centro commerciale Albaraka, uno dei centri commerciali più influenti del distretto grazie alla sua architettura in vetro bella e bizzarra e al suo iconico complesso cinematografico.

## Cultura

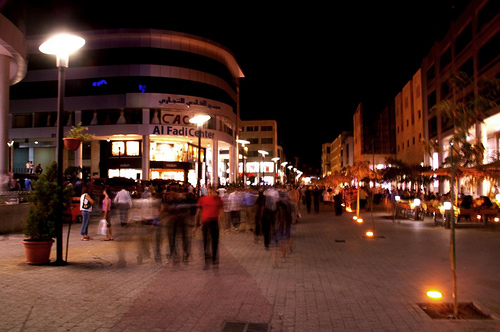
Sweifieh, la zona pedonale intorno alle 3:00 del mattino

Wadi as-Sir ha una vita culturale piuttosto particolare che plasma quella del resto della città. Il comune ha un gran numero di residenti in Europa occidentale e nordamericana. Il distretto di Sweifieh ospita anche l'industria della moda del comune e del resto della città. La città di Wadi as-Sir ha un'architettura storica, come il vecchio tribunale, il vecchio forte e il quartiere in stile ottomano che sorge sulle colline occidentali estremamente ripide.
Tuttavia, i quartieri esterni di Wadi as-Sir non influenzano la cultura dell'area, a causa del fatto che un'alta percentuale della popolazione è a basso reddito, a differenza dei ricchi abitanti di Abdoun e Sweifieh. In generale, la cultura di Sweifieh e Abdoun si basano su media, moda, finanza e shopping; che è un aspetto molto importante della vita quotidiana dei residenti di quella zona. Gli studi cinematografici e musicali della città si trovano in queste aree e la maggior parte degli artisti e delle celebrità della città preferiscono risiedere qui. Alcuni degli svantaggi dei residenti nell'area sono la popolazione congestionata e il traffico non-stop.

## Clima
Il clima a Wadi as-Sir è abbastanza simile al resto della città, con variazioni di 5 gradi Celsius tra alcuni dei suoi quartieri. A causa dell'alta elevazione della valle, vede estati calde e piacevoli e inverni freddi e piovosi con la neve occasionalmente. La valle di Abdoun vede temperature più calde rispetto al resto del distretto a causa della sua elevazione, ma riceve approssimativamente la stessa quantità di precipitazioni durante l'inverno. La valle non è solitamente ventosa durante l'inverno, ma le estati godono di belle brezze giorno e notte. In una media estiva la temperatura dovrebbe variare da 15 °C a 30 °C, e le temperature invernali tipiche variano da -4 °C a +6 °C, senza contare le ondate di calore intenso o forti fronti freddi. L'intera città in generale e Wadi as-Sir soffrono in particolare di forti episodi di nebbia durante l'inverno e di foschia o smog piuttosto intensi durante l'estate.